# Старонижестеблиевское сельское поселение
Старонижестеблиевское сельское поселение — муниципальное образование в Красноармейском районе Краснодарского края России. 
В рамках административно-территориального устройства Краснодарского края ему соответствует Старонижестеблиевский сельский округ.
Административный центр — станица Старонижестеблиевская.

## Население
| 2010    | 2012    | 2013    | 2014    | 2015    | 2016    | 2017    |
| ------- | ------- | ------- | ------- | ------- | ------- | ------- |
| 11 588  | ↘11 564 | ↗11 574 | ↗11 615 | ↗11 643 | ↗11 654 | ↘11 643 |
| 2018    | 2019    | 2020    | 2021    | 2023    |         |         |
| ↗11 677 | ↘11 652 | ↘11 583 | ↘11 502 | ↘11 419 |         |         |

## Населённые пункты
В состав сельского поселения (сельского округа) входят 5 населённых пунктов:
| № | Населённый пункт      | Тип населённого пункта | Население (чел.) |
| - | --------------------- | ---------------------- | ---------------- |
| 1 | Старонижестеблиевская | станица                | ↘10 196          |
| 2 | Крупской              | хутор                  | ↘774             |
| 3 | Восточный             | хутор                  | ↘175             |
| 4 | Отрубные              | хутор                  | ↘248             |
| 5 | Первомайский          | хутор                  | ↗131             |